# Abdoulie Cham
Abdoulie Cham (* 24. August 1960) ist Politiker im westafrikanischen Staat Gambia.

## Leben
Nach einer Reihe von Zertifikaten erwarb 1989 Cham den Bachelor of Engineering Honour in Elektrotechnik an der University of Sierra Leone. Er erwarb weitere Zertifikate und 1996 ein Diplom in Management im Telekommunikation bei der British Telecom (Vereinigtes Königreich). Weitere Zertifikate schlossen sich an und 1999 den Master of Science in Operative Telekommunikation an der Coventry University (Vereinigtes Königreich).
Seine berufliche Laufbahn begann bei der Gambia Telecommunications Company (Gamtel) als Techniker und setzte sich über mehrere Stationen bis zum Manager fort. Bei der Gamcel, die Mobilfunktochter der Gamtel, war er verantwortlicher Projektleiter für den Aufbau und Installation des GSM-Netzes. Es war das erste seiner Art in dem Land, das am 25. Mai 2001 in Auftrag gegeben wurde. Daneben lehrte Alhaji Cham mehr als ein Jahrzehnt Mathematik und Grundlagen des Telex, Fax und Mobilfunk den Technikern und Mitarbeiter der Kundenbetreuung von Gamtel und Gamcel.
Am 21. August 2008 wurde Staatssekretär beim Ministerium für Kommunikation, Information und Informations-Technologie (englisch Ministry of Communications, Information and Information Technology). Am 4. Februar 2010 wurde Cham von Präsident Yahya Jammeh ins Kabinett als Minister für Information und Kommunikations-Infrastruktur (englisch Minister of Information and Communication Infrastructure) berufen und wird Nachfolger von Fatim M. Badjie.